# جوش شبيغل
جوش شبيغل (بالإنجليزية: Josh Spiegel)‏ هو صحفي أمريكي، ولد في 25 يوليو 1975.